# トランス・ワールド航空128便墜落事故
トランス・ワールド航空128便墜落事故とは1967年11月20日に発生した航空事故である。ロサンゼルスとボストンをシンシナティとピッツバーグ経由で結んでいた定期便が墜落し、この事故で乗員乗客82人中70人が死亡した:1。

## 事故機
TWA128便に使用された機体はコンベア880（機体記号:N821TW）:1であった。事故機は1960年12月に製造され、翌1961年1月にトランス・ワールド航空へと引き渡された。128便の運行に入る前の時点の飛行時間は合計で18,850時間だった。 運用されている間様々な整備記録が作成され、整備手順通りに整備が行われたが、高度計の異常が報告された事はなかった:(Appendix B)。

## 事故
128便はロサンゼルス国際空港を東部標準時17時37分に出発し、シンシナティまでは特に問題は発生していなかった:2–4。 当初の飛行計画ではシンシナティ空港の滑走路18（現:滑走路18C）へILS方式で着陸する予定だったが、着陸予定の滑走路の中央のマーカービーコンやグライドスロープ、及び進入灯が使用不可になっていた:9。こういった状況では本来は操縦士が滑走路を視認するまで1,290フィート (390 m)の最低アプローチ高度を維持する必要があった:9–10。
20時56分、128便はアウターマーカーを通過した事を報告し、着陸許可が出た:2。クルーは降下を開始し、着陸時の最終チェックリストの確認を開始した:2。しかし、着陸進入中に高度875フィート (267 m)に達した128便は滑走路18のセンターラインから9,357フィート (2,852 m)手前で429フィート (131 m)右にズレた地点の木に激突した:2。生存者の証言によるとその時の衝撃はハードランディングのようだったと例えられ、そこから複数回バウンドした後最後の衝撃が続いたとしている:2。128便は滑走路から6,878フィート (2,096 m)手前の森林で止まり、そこで機体はバラバラになり炎に包まれた:2。
事故機に乗っていた82人の内、60人は即死し、事故後数日以内に更に10人が死亡した:16 。残りの12人（乗客10人乗客2人）は負傷したものの生存した:3。生存者の一人によると事故機は目の前で崩壊し、爆発する寸前に間一髪機体から降りて走って逃げたという。

## 影響

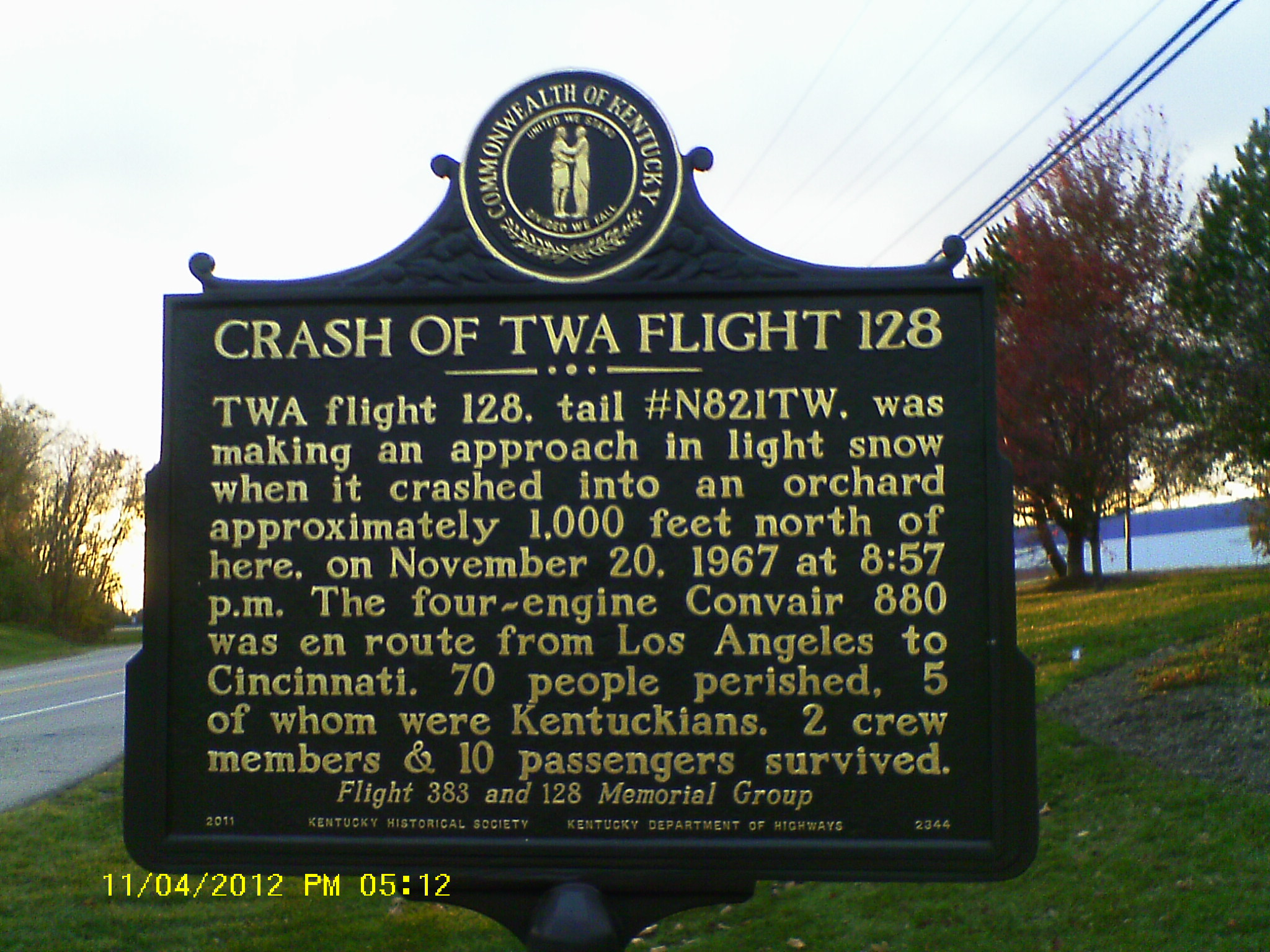
ケンタッキー州ヘブロンにある事故の表示板

国家運輸安全委員会（NTSB）が事故調査を行った:1。NTSBは最終事故調査報告書で、クルーが天候が悪化する状況だったにもかかわらず有視界飛行方式によって高度計を確認せずにそのまま着陸しようとしたパイロットエラーが原因だと結論付けた:38。
当時のオハイオ州知事だったジム・ローズは事故を受けシンシナティ空港の滑走路18を閉鎖するよう命じた。その後滑走路の使用が再開された時はNTSBの推奨に従って手前の丘に高出力の灯やグライドスロープのビーコンを設置した。